# Daniel Granli
Daniel Granli, né le 1er mai 1994 à Bærum en Norvège, est un footballeur international norvégien qui évolue au poste de défenseur central à l'IF Elfsborg.

## Biographie

### Stabæk
Daniel Granli est formé au Stabæk Fotball. Il participe à son premier match en professionnel à l'occasion d'une rencontre de coupe de Norvège face à Ørn-Horten. Il entre en jeu lors de ce match que son équipe remporte largement sur le score de cinq buts à zéro. Le club évolue alors en deuxième division mais, terminant deuxième du championnat lors de cette saison 2013, le club est promu dans l'élite du football norvégien.
Granli fait sa première apparition dans d'Eliteserien, le 30 mars 2014, lors de la première journée de la saison 2014 face au Sogndal Fotball. Il est titulaire au poste d'arrière droit lors de ce match qui se solde par la victoire de son équipe (3-0).

### AIK Solna
Le 28 janvier 2019, Daniel Granli s'engage pour quatre saisons avec le club suédois de l'AIK Solna.
Granli joue son premier match pour l'AIK le 16 février 2019, à l'occasion d'un match de coupe de Suède face au Jönköpings Södra IF. Il est titularisé et son équipe l'emporte par un but à zéro.

### Aalborg BK
Le 3 septembre 2020, Daniel Granli est prêté jusqu'à la fin de l'année civile au club danois d'Aalborg BK.
Le 6 janvier 2021, Daniel Granli s'engage définitivement avec l'Aalborg BK.
Il inscrit son premier but pour Aalborg le 20 février 2022, en ouvrant le score sur un service de Louka Prip, lors d'une rencontre de championnat face au FC Midtjylland. Il est titularisé et son équipe l'emporte par deux buts à zéro ce jour-là,.

### ADO La Haye
Le 14 août 2023, Daniel Granli rejoint les Pays-Bas afin de s'engager en faveur de l'ADO La Haye. Il signe un contrat de deux ans, soit jusqu'en juin 2025.

### IF Elfsborg
Le 26 février 2025, Daniel Granli retourne en Suède afin de signer un contrat d'un an avec l'IF Elfsborg.

### En sélection
Le 18 novembre 2020, Daniel Granli honore sa première sélection avec l'équipe nationale de Norvège face à l'Autriche (1-1).